# Suisse aux Jeux olympiques d'été de 2008
La Suisse participe aux Jeux olympiques d'été de 2008 à Pékin. Il s'agit de sa 26e participation à des Jeux d'été.

## Liste des médaillés suisses
| Médailles jour par jour | Médailles jour par jour | Médailles jour par jour        | Médailles jour par jour            | Médailles jour par jour             | Médailles jour par jour | Médailles jour par jour |
| ----------------------- | ----------------------- | ------------------------------ | ---------------------------------- | ----------------------------------- | ----------------------- | ----------------------- |
| Jour                    | Date                    | Médaille d'or, Jeux olympiques | Médaille d'argent, Jeux olympiques | Médaille de bronze, Jeux olympiques | Ensemble                |                         |
| 1er jour                | 8 août                  | —                              | —                                  | —                                   | —                       |                         |
| 2e jour                 | 9 août                  | 0                              | 1                                  | 0                                   | 1                       |                         |
| 3e jour                 | 10 août                 | 0                              | 0                                  | 0                                   | 0                       |                         |
| 4e jour                 | 11 août                 | 0                              | 0                                  | 0                                   | 0                       |                         |
| 5e jour                 | 12 août                 | 0                              | 0                                  | 0                                   | 0                       |                         |
| 6e jour                 | 13 août                 | 1                              | 0                                  | 2                                   | 3                       |                         |
| 7e jour                 | 14 août                 | 0                              | 0                                  | 0                                   | 0                       |                         |
| 8e jour                 | 15 août                 | 0                              | 0                                  | 0                                   | 0                       |                         |
| 9e jour                 | 16 août                 | 1                              | 0                                  | 0                                   | 1                       |                         |
| 10e jour                | 17 août                 | 0                              | 0                                  | 0                                   | 0                       |                         |
| 11e jour                | 18 août                 | 0                              | 0                                  | 1                                   | 1                       |                         |
| 12e jour                | 19 août                 | 0                              | 0                                  | 0                                   | 0                       |                         |
| 13e jour                | 20 août                 | 0                              | 0                                  | 0                                   | 0                       |                         |
| 14e jour                | 21 août                 | 0                              | 0                                  | 0                                   | 0                       |                         |
| 15e jour                | 22 août                 | 0                              | 0                                  | 0                                   | 0                       |                         |
| 16e jour                | 23 août                 | 0                              | 0                                  | 1                                   | 1                       |                         |
| 17e jour                | 24 août                 | 0                              | 0                                  | 0                                   | 0                       |                         |
| Total                   | Total                   | 2                              | 1                                  | 4                                   | 7                       |                         |

### Médailles d'or
| Sport              | Discipline           | Sportifs                             | Performance                                     |
| Médailles d'or : 2 |                      |                                      |                                                 |
| Cyclisme sur route | Contre-la-montre (H) | Fabian Cancellara                    | 1 h 02 min 11 s                                 |
| Tennis             | Double (H)           | Roger Federer Stanislas Wawrinka (4) | Simon Aspelin/Thomas Johansson 6-3 6-4 6-7⁷ 6-3 |

### Médailles d'argent
| Sport                 | Discipline           | Sportifs          | Performance     |
| Médaille d'argent : 1 |                      |                   |                 |
| Cyclisme sur route    | Course sur route (H) | Fabian Cancellara | 6 h 23 min 49 s |

### Médailles de bronze
| Sport                   | Discipline                  | Sportifs                                                              | Performance     |
| Médailles de bronze : 4 |                             |                                                                       |                 |
| Cyclisme sur route      | Contre-la-montre (F)        | Karin Thürig                                                          | 35 min 50 s     |
| Judo                    | Moins de 90 kg (H)          | Sergei Aschwanden                                                     |                 |
| VTT                     | Cross-country (H)           | Nino Schurter                                                         | 1 h 57 min 52 s |
| Équitation              | Saut d'obstacles par équipe | Christina Liebherr Pius Schwizer Niklaus Schurtenberger Steve Guerdat | 30 pts          |

## Participants

### Athlétisme
Hommes :
- Viktor Röthlin (Marathon)
- Marc Schneeberger (200 m)
- Philipp Bandi (5 000 m)
- Marco Cribari (200 m)
- Julien Fivaz (Saut en longueur)
- Andreas Kundert (110 m haies)

Femmes : 
- Nicole Büchler (Saut à la perche)
- Linda Züblin (Heptathlon)

#### Hommes
| Épreuve          | Athlète           | Séries       | Séries | Quarts de finale | Quarts de finale | Demi-finales | Demi-finales | Finale   | Finale |
| Épreuve          | Athlète           | Résultat     | Rang   | Résultat         | Rang             | Résultat     | Rang         | Résultat | Rang   |
| ---------------- | ----------------- | ------------ | ------ | ---------------- | ---------------- | ------------ | ------------ | -------- | ------ |
| 200 mètres       | Marco Cribari     | 20.98        | 5e     | -                | -                | -            | -            | -        | -      |
| 200 mètres       | Marc Schneeberger | 20.86        | 4e Q   | 21.48            | 8e               | -            | -            | -        | -      |
| 5 000 mètres     | Philipp Bandi     | 13 min 59.68 | 10e    | -                | -                | -            | -            | -        | -      |
| Saut en longueur | Julien Fivaz      | 7,53m        | 17e    | -                | -                | -            | -            | -        | -      |

#### Femmes
| Epreuve          | Athlète        | Séries   | Séries | Quarts de finale | Quarts de finale | Demi-finales | Demi-finales | Finale   | Finale |
| Epreuve          | Athlète        | Résultat | Rang   | Résultat         | Rang             | Résultat     | Rang         | Résultat | Rang   |
| ---------------- | -------------- | -------- | ------ | ---------------- | ---------------- | ------------ | ------------ | -------- | ------ |
| Saut à la perche | Nicole Büchler | 4,30m    | 11e    | -                | -                | -            | -            | -        | -      |
| Heptathlon       | Linda Züblin   | NC       | NC     | NC               | NC               | NC           | NC           | 5743pts  | 30e    |

### Aviron
Hommes :
- André Vonarburg

| Athlète(s)      | Compétition | Série         | Série | Quart de finale | Quart de finale | Demi-finale   | Demi-finale | Finale                 | Finale |
| Athlète(s)      | Compétition | Temps         | Rang  | Temps           | Rang            | Temps         | Rang        | Temps                  | Rang   |
| --------------- | ----------- | ------------- | ----- | --------------- | --------------- | ------------- | ----------- | ---------------------- | ------ |
| André Vonarburg | Skiff       | 7 min 26 s 21 | 2e    | 7 min 02 s 29   | 3e              | 7 min 14 s 64 | 5e          | Finale B 7 min 13 s 07 | 3e     |

### Badminton
Femmes :
- Jeanine Cicognini (Simple)

Hommes :
- Christian Bösiger (Simple)

#### Hommes
[modifier | modifier le code]
| Épreuve | Athlète           | 32éme de Finale | 16éme de Finale               | Huitième de Finale | Quarts de finale | Demi-finales | Finale/ 3e place |
| Épreuve | Athlète           | Résultats       | Résultat                      | Résultat           | Résultat         | Résultat     | Résultat         |
| ------- | ----------------- | --------------- | ----------------------------- | ------------------ | ---------------- | ------------ | ---------------- |
| Simple  | Christian Bosiger | NC              | Wacha 1-2 (12/21-21/11-19/21) | -                  | -                | -            | -                |

### Canoë-kayak

#### Slalom
- Michael Kurt

| Athlète      | Compétition | Éliminatoires | Éliminatoires | Demi-finales | Demi-finales | Finale A | Finale A |
| Athlète      | Compétition | Temps         | Rang          | Temps        | Rang         | Temps    | Rang     |
| ------------ | ----------- | ------------- | ------------- | ------------ | ------------ | -------- | -------- |
| Michael Kurt | K1          | 178.66 pts    | 17e           | -            | -            | -        | -        |

### Cyclisme

#### BMX
Femmes :
- Jenny Fähndrich

| Athlète            | Compétition | Qualifications | Qualifications | Quarts de finale | Quarts de finale | Quarts de finale | Quarts de finale | Quarts de finale | Demi-finales | Demi-finales | Demi-finales | Demi-finales | Demi-finales | Finale   | Finale |
| Athlète            | Compétition | Résultat       | Rang           | Manche 1         | Manche 2         | Manche 3         | Total            | Rang             | Manche 1     | Manche 2     | Manche 3     | Total        | Rang         | Résultat | Rang   |
| ------------------ | ----------- | -------------- | -------------- | ---------------- | ---------------- | ---------------- | ---------------- | ---------------- | ------------ | ------------ | ------------ | ------------ | ------------ | -------- | ------ |
| Roger Rinderknecht | BMX hommes  | 36 s 466       | 14e            | 8                | 1                | 3                | 12               | 3e               | 8            | 3            | 8            | 19           | 7e           | -        | -      |

#### VTT
Femmes :
- Petra Henzi
- Nathalie Schneitter

Hommes :
- Christoph Sauser
- Nino Schurter
- Florian Vogel

| Athlète          | Compétition              | Temps           | Rang               |
| ---------------- | ------------------------ | --------------- | ------------------ |
| Nino Schurter    | Cross-country VTT hommes | 1 h 57 min 52 s | Médaille de bronze |
| Christoph Sauser | Cross-country VTT hommes | 1 h 57 min 54 s | 4e                 |
| Florian Vogel    | Cross-country VTT hommes | Abd             | /                  |

#### Route
Femmes :
- Karin Thürig
- Nicole Brändli
- Priska Doppmann
- Jennifer Hohl

Hommes :
- Michael Albasini (N'a pas pu participer en raison d'une blessure )
- Fabian Cancellara

| Athlète           | Compétition      | Temps         | Rang              |
| ----------------- | ---------------- | ------------- | ----------------- |
| Fabian Cancellara | Course en ligne  | 6 h 23 min 49 | Médaille d'argent |
| Fabian Cancellara | Contre-la-montre | 1 h 02 min 11 | Médaille d'or     |

#### Piste
Femmes :
- Karin Thürig

Hommes :
- Franco Marvulli
- Bruno Risi

| Athlète         | Compétition           | Points | Rang |
| --------------- | --------------------- | ------ | ---- |
| Franco Marvulli | Course à l'américaine | 3      | 11e  |
| Bruno Risi      | Course à l'américaine | 3      | 11e  |

### Équitation

#### Saut d'obstacles
- Steve Guerdat
- Christina Liebherr
- Pius Schwizer
- Beat Mändli
- Niklaus Schurtenberger
- Daniel Etter

#### Concours complet
- Tiziana Realini

### Escrime
Femmes :
- Sophie Lamon (épée)

Hommes :
- Michael Kauter (épée)

| Athlète        | Compétition       | 1/32 de finale   | 1/16 de finale          | 1/8 de finale           | Quarts de finale | Demi-finales     | Match pour la médaille de bronze Matchs de classement 5-8 | Match pour la médaille de bronze Matchs de classement 5-8 | Finale           | Finale |
| Athlète        | Compétition       | Adversaire Score | Adversaire Score        | Adversaire Score        | Adversaire Score | Adversaire Score | Rang                                                      | Adversaire Score                                          | Adversaire Score | Rang   |
| -------------- | ----------------- | ---------------- | ----------------------- | ----------------------- | ---------------- | ---------------- | --------------------------------------------------------- | --------------------------------------------------------- | ---------------- | ------ |
| Michael Kauter | Épée individuelle | NC               | Nikishyn Victoire 15-12 | Verwijlen Défaite 13-15 | -                | -                | -                                                         | -                                                         | -                | -      |

### Gymnastique

#### Artistique
Femmes :
- Ariella Käslin

Hommes :
- Claudio Capelli
- Christoph Schärer

### Judo
Hommes :
- Sergei Aschwanden (-90 kg)

### Natation
Femmes :
- Flavia Rigamonti (400m, 800m nage libre)
- Swann Oberson

Hommes :
- Flori Lang (4x100m nage libre)
- Jonathan Massacand (100m dos, 200m dos)
- Dominik Meichtry (100m, 200 m nage libre, 4x100m nage libre)
- Karel Novy (4x100m nage libre)
- Adrien Perez (4x100m nage libre)
- Gregory Widmer

### Natation synchronisée
- Magdalena Brunner
- Ariane Schneider

### Pentathlon moderne
Femmes :
- Belinda Schreiber

### Taekwondo
Femmes :
- Manuela Bezzola

### Tennis
Femmes :
- Patty Schnyder (Simple, Double)
- Timea Bacsinszky (Simple)
- Emmanuelle Gagliardi (Double)

Hommes :
- Roger Federer (Simple, double)
- Stanislas Wawrinka (Simple, double)

### Tir
Femmes :
- Irene Beyeler
- Cornelia Froelich
- Sandra Kolly
- Annik Marguet

Hommes :
- Marcel Bürge
- Christoph Schmid

### Tir à l'arc
Femmes :
- Nathalie Dielen

### Triathlon
Femmes :
- Magali Chopard Di Marco
- Daniela Ryf
- Nicola Spirig

Hommes :
- Reto Hug
- Olivier Marceau
- Sven Riederer

### Volley-ball
- Beach volley
  - Patrick Heuscher / Sascha Heyer
  - Martin Laciga / Jan Schnider

### Voile
Femmes :
- Emmanuelle Rol (470)
- Anne-Sophie Thilo (470)
- Nathalie Brugger (Laser Radial)

Hommes :
- Richard Stauffacher (Planche à voile)
- Enrico De Maria (Star)
- Flavio Marazzi (Star)
- Tobias Etter (470)
- Felix Steiger (470)
- Christoph Bottoni (Laser)